# Championnat de Tchécoslovaquie de hockey sur glace
Le championnat de Tchécoslovaquie de hockey sur glace a lieu entre 1937 et 1993, année de la partition du pays en deux. Les premières années sont dominées par le LTC Praha qui remporte 11 des 12 premières saisons. Le club de Brno fait par la suite de même entre les saisons 1954-1955 et 1965-1967.

## Historique

### Les premières années, la domination du LTC (1937-1949)

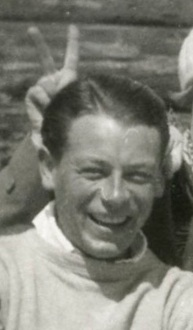
Josef Maleček, meilleur buteur de la première saison de Tchécoslovaquie.

Avant la création de la Tchécoslovaquie en 1918, il existe en Bohème un championnat en 1909, 1910 et 1911. Il faut attendre 1937 pour voir la création du premier championnat de Tchécoslovaquie alors que plusieurs villes possèdent déjà une ou plusieurs équipes de hockey. La première rencontre de cette saison inaugurale se déroule le 3 janvier 1937 entre le ČSK Vítkovice et l'AC Sparta Prague. Les équipes se séparent sur le score de 1-1. En plus de ces deux clubs, cinq autres se disputent le premier titre de champion : le LTC Prague, l'AC Stadion České Budějovice, le HC Tatry Poprad, le Troppauer EV Opava, le SK Slavia Prague et le BK Mladá Boleslav. À l'issue des sept matchs disputées par chaque équipe le LTC mené par Josef Maleček, meilleur buteur de la saison avec 16 réalisations, remporte titre de champion avec que des victoires et un match nul,.
Six nouvelles formations rejoignent le championnat pour la saison suivante et ainsi deux groupes sont mis en place avec chacun 7 équipes. Le groupe A qui contient quatre des cinq équipes de Prague est dominé par le champion en titre vainqueur des 5 rencontres jouées au cours des matchs de poule et en ne concédant qu'un seul but. L'AC Sparta Prague est donc la seule équipe de la capitale à jouer dans le groupe B mais ils finissent tout de même en tête avec 4 victoires en autant de rencontres. Les deux équipes sont opposées pour une finale et le LTC gagne un deuxième titre grâce à une victoire 5-1. Seulement huit équipes sont de retour pour la saison suivante avec uniquement un championnat pour les clubs de Bohème centrale. Même si des matchs sont joués en Slovaquie, aucune finale n'est jouée dans la région en raison du dégel. Les huit équipes rejoignent toutes le même groupe et pour la troisième année, le LTC sort champion avec un nouveau parcours sans faute avec 7 victoires et 61 buts inscrits. Encore une fois, l'équipe ne concède qu'un seul but, lors d'une victoire 21-1 contre le ČASK Praha,.
En septembre 1938, les accords de Munich sont signés entre l'Allemagne, la France, le Royaume-Uni et l'Italie et la Slovaquie peut déclarer son indépendance alors que le Protectorat de Bohême-Moravie est mis en place en mars 1939. En septembre 1939, l'Allemagne envahie la Pologne et c'est le début de la Seconde Guerre mondiale. Après l'indépendance de la Slovaquie, deux championnats différents sont joués en 1939-1940 : un pour la Bohème et la Moravie, l'autre pour le nouvel état slovaque. Ce dernier est joué sur deux jours en février et voit la victoire du VŠ Bratislava avec trois victoires dont une par forfait. En Bohème et Moravie, des championnats locaux ont lieu afin de déterminer les quatre équipes participant au groupe final. Même si le Sparta finit devant le LTC au cours du championnat de Prague, les triples champions accrochent un nouveau titre à leur palmarès avec aucune défaite lors de la poule finale.
La saison 1940-1941 voit le LTC Prague perdre son titre habituel de champion au profit du I. ČLTK Prague qui gagne tous les matchs dont celui l'opposant aux joueurs du LTC. Ces derniers retrouvent la première place à l'issue de la saison suivante avec une saison parfaite de cinq victoires. Ils ajoutent par la suite d'autres titres de champions en 1942, 1943 et 1944. La saison 1944-1945 ne se joue pas en raison de la fin de la Seconde Guerre mondiale avec les progressions de l'Armée rouge à l'Est et de l'armée américaine par l'Ouest. Il faut attendre 1945 pour voir une nouvelle compétition mise en place au sein de la Troisième République tchécoslovaque. Deux groupes sont constitués avec six équipes dans chaque groupe. La finale du championnat a lieu le 9 mars 1946 entre les inévitables joueurs du LTC d'un côté et ceux du I. ČLTK Prague de l'autre dans la patinoire du LTC, le Zimní stadión Štvanice et les locaux s'imposent sur le score de 3-1.
La finale 1947 oppose les deux mêmes équipes que celle de l'année passée. Il est décidé de mettre en place une finale en deux matchs, le premier étant joué sur l'île de Štvanice à Prague, une victoire 10-0 du LTC. Le deuxième match est joué dans la ville de Brno et malgré une victoire 8-5 du I. ČLTK, le LCT remporte son neuvième titre de champion du pays puis un dixième l'année suivante. En effet, les joueurs du LTC finissent toujours premiers de leur poule puis battent en finale le I. ČLTK, 7-1 et 13-5. Le 1er octobre 1948, une nouvelle équipe de hockey voit le jour dans la ville de Prague : l'Armádní tělocvičný klub Praha, en français le club d'entraînement physique de l'armée tchécoslovaque. Dans le même temps, il n'y a plus qu'un seul groupe dans le championnat dont la première place revient au LTC invaincu sur la saison devant le ŠK Bratislava et l'ATK.

### Les années de transition (1950-1954)
Le LTC voit son effectif se réduire petit à petit. Tout d'abord en automne 1948, l'équipe participe à une tournée en Angleterre. Ils s'arrêtent en France pour jouer un match contre le Racing Club de Paris. Le LTC quitte la France à bord de deux avions, dont un qui n'arrivera jamais. Une autre raison de la perte des meilleurs éléments du LTC est que les joueurs faisant leur service militaire obligatoire doivent quitter leur club pour jouer au sein de la formation de l'armée : l'ATK. C'est ainsi le cas de l'attaquant vedette Augustin Bubník. L'équipe change du LTC change de nom pour prendre celui de Zdar LTC Praha mais à la fin de la saison, ce sont les joueurs de l'ATK qui sont sacrés champions avec douze victoires et deux défaites.
Le club de Bohème du Sud de České Budějovice comporte pour la saison 1950-1951 trois joueurs champions du monde de 1949 : Čeněk Pícha, František Mizera et František Vacovský. Pícha termine meilleur buteur de la saison avec un total de 24 réalisations alors que pour la première fois depuis la création du championnat, le titre de champion quitte Prague et est remporté par České Budějovice. Pour le LTC, les affaires ne s'arrangent pas puisque, avec une septième place, le club est censé être relégué pour la saison suivante.
Il en est finalement rien puisque le championnat national prend le nom de Mistrovství republiky et trois groupes de six équipes sont mis en place. Après une première phase de 10 matchs pour chaque équipe, les deux meilleures formations de chaque groupe jouent un groupe final avec 5 matchs par équipe pour établir le champion du pays. Vítkovice termine deuxième du groupe C lors de la première phase mais remporte par la suite son premier titre en ne concédant qu'une défaite contre le club de l'armée,.
Pour la saison 1952-1953, une nouvelle formation de l'armée voit le jour : les Křídla vlasti — ailes de la Patrie — d'Olomouc. Sept équipes composent désormais chaque groupe au premier tour ; le Spartak Sokolovo Praha remporte son premier titre de champion du pays avec quatre victoires et un match nul en phase finale,. Après une saison avec 21 équipes, la saison 1953-1954 se joue à 18. L'ATK change de nom pour prendre celui de l'Ústřední dům armády (la maison centrale de l'armée) ; de nouvelles équipes du gouvernement voient le jour : le Tankista Praha mais également le Rudá hvezda Brno, équipe du Ministère de l'intérieur. La dernière journée de la phase finale voit l'opposition du Spartak et de la nouvelle équipe du Ministère de l'intérieur ; les deux formations se séparent sur le score de 1-1. Avec ce match nul, les deux clubs comptent quatre victoires et un match nul chacun mais avec une différence de but +22 pour le club de Prague contre +11 pour celui de Brno, le Spartak Sokolovo gagne un deuxième titre consécutif. Avec 30 buts, Vladimír Zábrodský souvent classé parmi les meilleurs buteurs des saisons régulières est le meilleur réalisateur de cette saison.

### La domination de Brno (1955-1966)
La première division tchécoslovaque 1954-1955 ne se joue plus qu'à 16 équipes réparties en deux groupes et les deux meilleures formations de chaque poule jouent la phase finale. Cette dernière se joue entre le 14 et le 19 mars à Ostrava. Après un premier match nul 2-2 contre Tankista Praha, le Rudá hvezda de Brno domine le double champion en titre 8-2. Le match décisif se joue contre Baník Chomutov et l'équipe du Ministère de l'intérieur s'impose sur le score de 4-3 après avoir été mené 2-3. Les deux buts de la victoire sont inscrits par Bohumil Prošek et Zdeněk Návrat,. À la suite de cette saison, le Krídla vlasti Olomouc arrête ses activités et la poule A de la saison 1955-1956 ne compte que quinze équipes. Brno remporte son deuxième titre de champion avec seulement une défaite dans la première partie du championnat puis une seconde en phase finale contre Chomutov, deuxième du championnat.
Les deux formations militaires de Prague, l'ÚDA et le Tankista, disparaissent lors de l'inter-saison et ils sont remplacés par une formation unique qui évoluera pour la saison en deuxième division, le Dukla Jihlava. Il n'y a donc plus que 14 équipes en première division alors que cette dernière prend le nom de 1. liga. Une poule unique est alors mise en place avec une seule phase avec 26 matchs pour chaque formation. Le Rudá hvezda Brno remporte une nouvelle fois le titre de champion avec 19 victoires, 3 nuls et 4 défaites. Offensivement, l'équipe est la meilleure avec 155 buts inscrits contre seulement 54 accordés. En 1957-1958, Brno domine une nouvelle fois la saison en finissant à la première place avec son buteur Václav Pantůček, meilleur réalisateur devant Zábrodský. 
Après quatre titres de champion de Tchécoslovaquie, Brno cède sa place à la fin de la saison 1958-1959 au profit du SONP Kladno, équipe existant depuis 1924 et remportant le premier trophée de son histoire. Le Spartak Plzeň LZ prend la deuxième place du classement devant Brno. Zábrodský qui joue sa vingtième saison dans la ligue est une nouvelle fois le meilleur buteur de la saison.

### Les dernières années (1985-1993)
Au 1er janvier 1993, la Tchécoslovaquie se divise en deux et les deux ligues tchèque et slovaque créées reprennent le nom d’Extraliga tout en ajoutant le nom d'un sponsor,.

## Statistiques

### Saison par saison
| Saison    | Nb d'équipes | PJ | Équipe championne              | Remarques | Références |
| --------- | ------------ | -- | ------------------------------ | --- | ---------- |
| 1936-1937 | 8            | 7  | LTC Prague                     | | [ H 1 ]    |
| 1937-1938 | 14           | 5  | LTC Prague                     | Nombre de matchs variable selon les équipes Une finale décide du champion                                                | [ H 2 ]    |
| 1945-1946 | 12           | 5  | LTC Prague                     | Réunification des championnats tchèque et slovaque Une finale décide du champion                                         | [ H 3 ]    |
| 1946-1947 | 12           | 5  | LTC Prague                     | Une finale en deux matchs décide du champion                                                                             | [ H 4 ]    |
| 1947-1948 | 12           | 5  | LTC Prague                     | Une finale en deux matchs décide du champion                                                                             | [ H 5 ]    |
| 1948-1949 | 8            | 7  | LTC Prague                     | | [ H 6 ]    |
| 1949-1950 | 8            | 12 | ATK Prague                     | | [ H 7 ]    |
| 1950-1951 | 8            | 12 | Sokol Stadion České Budějovice | | [ H 8 ]    |
| 1951-1952 | 18           | 10 | Sokol Vítkovické železárny     | Une phase finale détermine le champion                                                                                   | [ H 9 ]    |
| 1952-1953 | 21           | 12 | Spartak Prague                 | Une phase finale détermine le champion                                                                                   | [ H 10 ]   |
| 1953-1954 | 18           | 10 | Spartak Prague                 | Une phase finale détermine le champion                                                                                   | [ H 11 ]   |
| 1954-1955 | 16           | 14 | Rudá hvězda Brno               | Une phase finale détermine le champion                                                                                   | [ H 12 ]   |
| 1955-1956 | 15           | 14 | Rudá hvězda Brno               | Les 7 équipes du groupe A jouent 12 matchs contre 14 pour les 7 clubs du groupe B Une phase finale détermine le champion | [ H 13 ]   |
| 1956-1957 | 14           | 26 | Rudá hvězda Brno               | Poule unique avec classement                                                                                             | [ H 14 ]   |
| 1957-1958 | 12           | 22 | Rudá hvězda Brno               | Poule unique avec classement                                                                                             | [ H 15 ]   |
| 1958-1959 | 12           | 22 | SONP Kladno                    | Poule unique avec classement                                                                                             | [ H 16 ]   |

- 1993 Sparta Prague
- 1992 Trenčín
- 1991 Jihlava
- 1990 Sparta Prague
- 1989 Pardubice
- 1988 Košice
- 1987 Pardubice
- 1986 Košice
- 1985 Jihlava
- 1984 Jihlava
- 1983 Jihlava
- 1982 Jihlava
- 1981 Vítkovice
- 1980 Kladno
- 1979 Slovan Bratislava
- 1978 Kladno
- 1977 Kladno
- 1976 Kladno
- 1975 Kladno
- 1974 Jihlava
- 1973 Pardubice
- 1972 Jihlava
- 1971 Jihlava
- 1970 Jihlava
- 1969 Jihlava
- 1968 Jihlava
- 1967 Jihlava
- 1966 Brno
- 1965 Brno
- 1964 Brno
- 1963 Brno
- 1962 Brno
- 1961 Brno
- 1960 Brno

### Bilans
Le club le plus titré est le HC Dukla Jihlava avec douze titres. Seuls trois clubs slovaques ont gagné le titre de champion, le HC Dukla Trenčín, le HC Košice et le HC Slovan Bratislava pour un total de 4 titres sur 58 titres de champion de Tchécoslovaquie.
| Club                 | Titres | Commentaire                                                         |
| -------------------- | ------ | ------------------------------------------------------------------- |
| HC Dukla Jihlava     | 12     | 1.liga tchèque                                                      |
| LTC Prague           | 11     | Arrêt en 1964                                                       |
| HC Kometa Brno       | 11     | 1.liga tchèque                                                      |
| HC Kladno            | 6      | Extraliga tchèque                                                   |
| HC Sparta Prague     | 4      | Extraliga tchèque                                                   |
| HC Pardubice         | 3      | Extraliga tchèque                                                   |
| HC Košice            | 2      | Extraliga slovaque                                                  |
| HC Vítkovice         | 2      | Extraliga tchèque                                                   |
| ATK Prague           | 1      | Fusion en 1956 avec le Tankista Prague Création du HC Dukla Jihlava |
| HC České Budějovice  | 1      | Extraliga tchèque                                                   |
| I. ČLTK Prague       | 1      | Arrêt en 1998                                                       |
| HC Slovan Bratislava | 1      | Extraliga slovaque                                                  |
| HC Dukla Trenčín     | 1      | Extraliga slovaque                                                  |